# Rogfast
Rogfast (de fastforbindelse Rogaland, en español Conexión fija de Rogaland) es un túnel submarino planificado entre el municipio de Randaberg (cerca de Stavanger) y Bokn en Rogaland, Noruega. La construcción dio inicio en 2015, y se espera que el túnel sea abierto en 2033. 
El túnel se plantea como una conexión de 27 kilómetros debajo de los fiordos Boknafjord y Kvitsøfjord.  Se añadiría una conexión al municipio de  Kvitsøy. 
Rogfast se convertiría en el túnel con mayor profundidad media y máxima a nivel mundial (390 m bajo el nivel del mar). 
El costo del proyecto se calcula en NOK 13,8 mil millones, es decir, € 1620 millones. El proyecto ha sido aprobado por el parlamento noruego, y el inicio de la construcción planificada está prevista en 2015 y terminará en 2033.
Esta será una parte de la carretera principal E39 en el enlace Kristiansand - Stavanger - Haugesund – Bergen, tres de ellas consideradas dentro de las ciudades más grandes de Noruega.